# Crazy Beat
«Crazy Beat» — второй сингл с седьмого студийного альбома Think Tank британской альтернативной рок-группы Blur, вышедший 7 июля 2003 года. Музыкальные критики отметили звучание, схожее с другой песней группы, «Song 2». Сингл занял 22-е место в чарте Modern Rock Tracks.

## Музыкальное видео
На песню «Grazy Beat» было снято два официальных клипа. В первом видео показаны участники группы, играющие песню в помещении, похожем на электростанцию, в которой появляется зелёный электрический разряд. Разряд постепенно превращается в монстра, который потом нападает на людей в пабе. В альтернативном клипе показаны четыре девушки в коричневых платьях и белых париках, танцующие под ритм песни необычный танец.

## Обложка
Обложка сингла имеет сатирический подтекст, намекая на британскую королевскую семью. Само изображение было перетрафорирована с граффитти андерграундного художника Бэнкси, которое было нарисовано на стене здания в Сток Ньюингтоне. В сентябре 2009 года по решению Лондонского городского совета рисунок был закрашен чёрной краской против воли хозяина здания, который был не против граффити на стене.

## Список композиций
7"
1. «Crazy Beat»
2. «The Outsider»

CD
1. «Crazy Beat»
2. «Don’t Be»
3. «Crazy Beat» (alternative video)

DVD
1. «Crazy Beat» (video)
2. «Don’t Be»
3. «The Outsider»
4. «Crazy Beat» (animatic)

CD (Канадское издание)
1. «Crazy Beat»
2. «Tune Two»

## Продюсеры
- «Crazy Beat» — Blur, Норман Кук, Бен Хиллер
- «Don’t Be» и «The Outsider» — Бен Хиллер, Blur

## Чарты
| Чарт (2003)            | Высшая позиция |
| ---------------------- | -------------- |
| Канада                 | 30             |
| Германия               | 98             |
| Швеция                 | 20             |
| США Modern Rock Tracks | 22             |
| Великобритания         | 18             |